# Because the Internet (álbum)
Because the Internet é o segundo álbum de estúdio do artista estadunidense Donald Glover, sob o nome artístico de Childish Gambino. Foi lançado em 10 de dezembro de 2013, pela Glassnote Records. O processo de gravação começou em 2012 e terminou em outubro de 2013. A gravação ocorreu principalmente em uma mansão de propriedade do jogador de basquete Chris Bosh, a qual Gambino alugou. O álbum conta com participações especiais de Chance the Rapper, Jhené Aiko e Azealia Banks, com produção feita principalmente pelo próprio Gambino, Stefan Ponce e Ludwig Göransson.
Because the Internet foi sustentada por quatro singles: " 3005", "Crawl", "Sweatpants" e "Telegraph Ave." . Gambino também lançou um curta-metragem intitulado Clapping for the Wrong Reasons e um roteiro de 72 páginas para acompanhar o álbum em sua promoção.
Because the Internet recebeu críticas geralmente positivas dos críticos. Também teve um bom desempenho comercial, estreando na sétima posição na Billboard 200 dos EUA e na 12ª posição na Canadian Albums Chart. O álbum recebeu uma indicação ao Grammy de Melhor Álbum de Rap e recebeu certificado ouro pela Recording Industry Association of America (RIAA) em fevereiro de 2016. Em novembro de 2016, o álbum vendeu 992.000 unidades equivalentes ao álbum nos Estados Unidos.

## Contexto

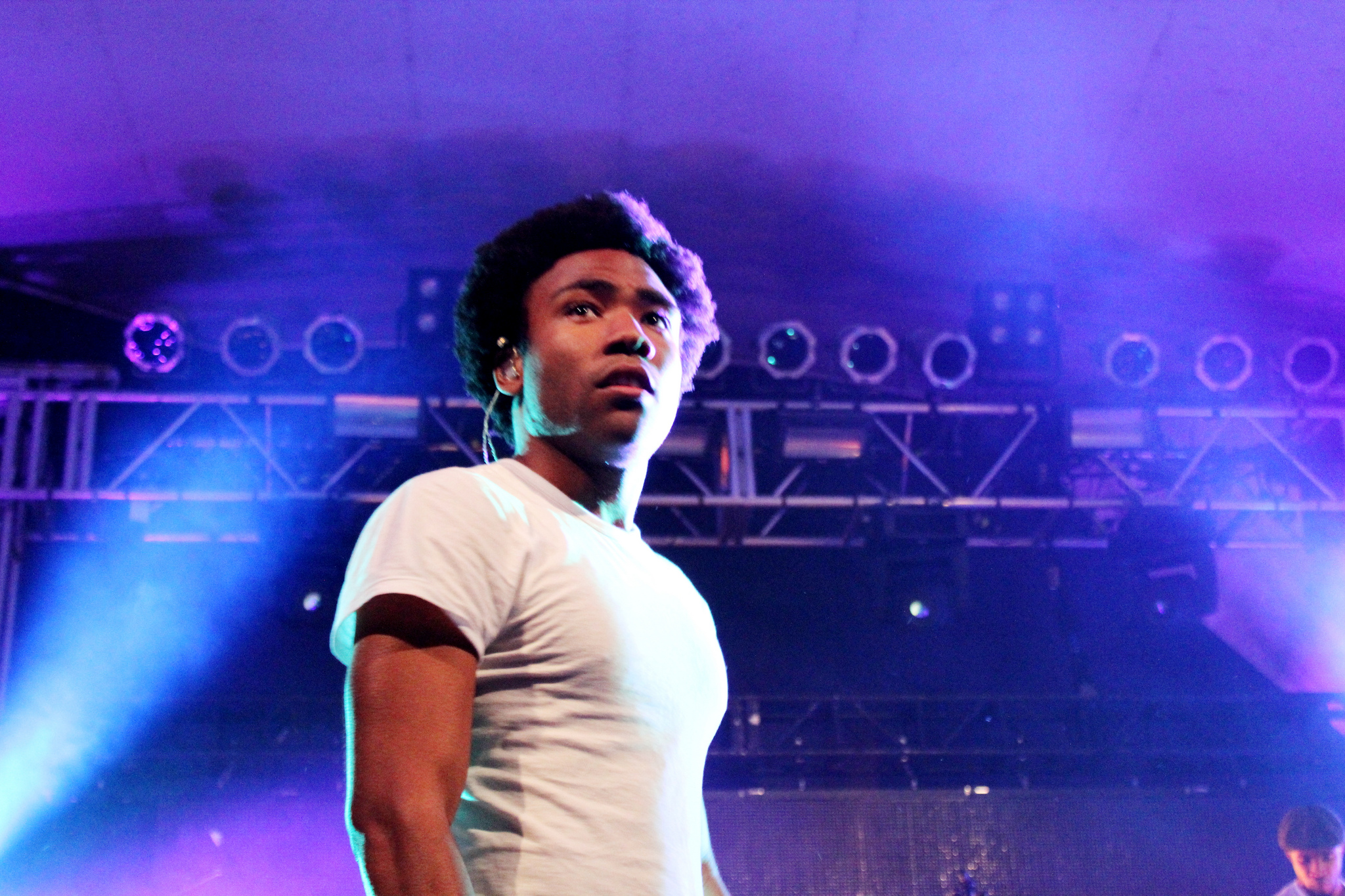
Childish Gambino em um concerto em Austin, Texas

Em julho de 2013, Gambino assinou contrato para criar um programa com temas musicais para a FX intitulado Atlanta, uma série que estreou em 6 de setembro de 2016 e na qual ele estrela, escreve e é produtor executivo. Consequentemente, ele decidiu reduzir seu trabalho para a NBC e apareceu apenas em cinco episódios da quinta temporada de 13 episódios do seriado Community. Sua função foi reduzida para poder trabalhar mais em sua carreira musical.
Em 4 de outubro de 2013, Gambino anunciou no Twitter que seu segundo álbum de estúdio estava concluído. Ele ainda revelou detalhes na Homecoming Week na Penn State em 7 de outubro, afirmando que "Tenho um novo álbum sendo lançado em breve, então esta é a última vez que tocaremos muita dessa merda." No mesmo dia, ele estreou uma nova música intitulada "Yaphet Kotto".
Em 8 de outubro de 2013, Gambino lançou um vídeo teaser do álbum, que anunciou como sendo intitulado Because the Internet e que seria lançado em dezembro de 2013. Gambino disse à MTV que o cantor Beck lhe deu a ideia para o título do álbum, cuja tradução literal para o português é "Porque a Internet". Ele explicou o título, dizendo: “Por causa da internet estou aqui, por causa da internet estamos todos aqui. É a linguagem da terra. Todo mundo fica dizendo que neste ou naquele ano o mandarim ou o espanhol serão a língua dominante, mas a internet já é uma língua à qual todos estamos conectados; até meu pai consegue entender o formato do meme . Mas a questão é que não existem regras, o que também é incrível."
Após o anúncio da data de lançamento, Gambino afirmou que estava chateado, pois a Glassnote Records queria adiar seu lançamento para 2014, o que ele disse ser porque "não é um disco de férias e não sou um grande artista". Ele respondeu a isso dizendo: “Se não fosse lançado então, eu mesmo o lançaria. Qual é o sentido de esperar? Eu sinto que esse é o único momento em que as pessoas seriam capazes de ouvi-lo. Dezembro é a época perfeita. Os álbuns causaram um grande impacto em mim quando eu estava sozinho e tudo estava quieto, e eu sei que é quando os alunos vão para casa, é quando tudo está fechado, então é um bom momento para apenas ouvir alguma coisa e ser você mesmo." Em 21 de outubro, ele anunciou a data de lançamento do álbum, 10 de dezembro de 2013.

## Gravação e produção
Em 4 de novembro de 2012, o produtor Ludwig Göransson contou em uma entrevista que ele e Gambino estavam em seu estúdio apresentando novas ideias para o próximo álbum de Gambino. Göransson disse que seria um álbum maior que seu álbum de estreia, Camp, com mais pessoas envolvidas. Ao longo dos meses seguintes, Gambino desapareceu das redes sociais, permanecendo recluso enquanto gravava material para o álbum. O álbum foi gravado principalmente na mansão do jogador do Miami Heat, Chris Bosh, em Los Angeles, que Gambino apelidou de "The Temple". Lá, ele manteve regras rígidas, que incluíam “não twittar ou usar instagram ”, “sem sapatos” e “o trabalho começa às 10h da manhã". Em outubro de 2013, ele revelou que havia colaborado com Kid Cudi em uma música, mas a música não faria parte do álbum. Em outubro de 2013, durante uma sessão de audição em Toronto, Gambino revelou Jhené Aiko como uma das participações especiais do álbum. Ele também colaborou com os rappers americanos Chance the Rapper e Azealia Banks no álbum.

## Arte de capa
A capa é um GIF animado de Gambino olhando para o espectador, que rapidamente desaparece após alguns segundos (com fortes pinceladas borrando suas feições a ponto de ele ficar irreconhecível) como se tivesse saltado sobre o espectador, em um processo semelhante ao zoom in. O formato GIF é uma referência à internet, o que o tornou popular. Certas versões físicas do álbum funcionam com impressão lenticular para imitar o efeito de animação.

## Promoção
Em 11 de janeiro de 2012, Gambino anunciou que lançaria uma nova mixtape em breve. A mixtape Royalty foi lançada em 4 de julho de 2012, com recepção positiva da crítica. A mixtape contou com participações especiais de Nipsey Hussle, Schoolboy Q, Ab-Soul, Danny Brown, Tina Fey, Chance the Rapper, Beck, Ghostface Killah e RZA, dentre outros.
Em 23 de julho de 2013, Gambino lançou um single promocional chamado "Centipede". A música começa com Gambino cantando a cappella antes de "dar lugar a uma batida espacial construída em torno de um riff de piano robusto" e a entrega confiante do rap de Gambino. O outro de "Centipede" mostra uma parte de um minidocumentário online sobre e com participação de Charles Hamilton, "Behind the Lava Lamp". Em 15 de agosto de 2013, Gambino lançou um curta-metragem, Clapping for the Wrong Reasons . No filme, Gambino apresenta novas músicas e conta com participações especiais do produtor Flying Lotus, da atriz Danielle Fishel, da estrela pornô Abella Anderson e dos colegas rappers Trinidad James e Chance the Rapper.
No dia 25 de outubro de 2013, em entrevista ao Power 105, Gambino afirmou que queria um "lançamento legal" para o álbum, que, segundo ele, incluiria também um filme. Mais tarde naquela semana, ele disse ao XXL que o álbum também viria com um roteiro. Em 6 de dezembro de 2013, Gambino lançou um roteiro de 72 páginas projetado para sincronizar com o álbum, o que foi revelado no site becausetheinter.net. O roteiro, que tem diálogos leves e envolve direções de palco escritas em linguagem de Internet e emojis, foi acompanhado por clipes curtos e silenciosos de Clapping for the Wrong Reasons, e músicas do álbum foram incluídas para serem tocadas conforme a história se desenrola. O personagem central, The Boy, mora em uma mansão e passa seus dias tuitando para celebridades e postando vídeos no WorldStarHipHop . Onde quer que o menino vá, ele vê as palavras "Roscoe's Wetsuit". Eventualmente, ele é forçado a vender drogas. Gambino prefacia o roteiro com um aviso indicando que Clapping for the Wrong Reasons é considerado um prelúdio, pretendendo que seja visto antes da leitura do roteiro.
Em 7 de janeiro de 2014, Gambino usou um chat de vídeo com Abella Anderson para anunciar a turnê The Deep Web. A turnê contou com 22 shows e durou de 27 de fevereiro a 3 de maio de 2014.

## Singles
Em 21 de outubro de 2013, Gambino lançou "3005", o primeiro single oficial do álbum, sendo lançado para download digital no iTunes do dia seguinte. A música introspectiva foi produzida pelo próprio Gambino, junto com Stefan Ponce e Ludwig Göransson. Em 15 de novembro de 2013, o vídeo com a letra da música estreou na Vevo. O videoclipe foi lançado em 6 de dezembro de 2013.
Em 7 de fevereiro de 2014, um dos singles promocionais do álbum, "Crawl", foi veiculado em rádios urbanas contemporâneas no Reino Unido como o segundo single oficial do álbum.
Em 25 de novembro de 2013, "Sweatpants", que apresenta improvisações do rapper Problem, vazou online, ao qual Gambino respondeu desfavoravelmente. Pouco depois, foi disponibilizado para quem pré-encomendasse o álbum no iTunes, como primeiro single promocional do álbum. O videoclipe de "Sweatpants" foi lançado no dia 14 de abril de 2014, e termina com uma sequência de sonho para "Urn". "Sweatpants" seria mais tarde veiculado em rádios urbanas contemporâneas no Reino Unido como o terceiro single oficial do álbum em 9 de junho de 2014.
Em 19 de agosto de 2014, a música "Telegraph Ave.", foi veiculada em rádios rítmicas contemporâneas dos Estados Unidos como o quarto single do álbum.

## Recepção critica
Because the Internet recebeu críticas geralmente positivas. No Metacritic, que atribui uma classificação normalizada de 100 para críticas de publicações profissionais, o álbum recebeu uma pontuação média de 64, com base em 26 críticas. O agregador AnyDecentMusic? deu 5,5 em 10, com base na avaliação do consenso crítico.
Escrevendo para o The Boston Globe, Franklin Soults disse: "Ame Donald Glover ou odeie-o, este escritor/ator/comediante/rapper está inquestionavelmente entre os artistas mais talentosos dos Estados Univods. [. . . ] A produção é tão rica quanto os raps, abrangendo pop, R&B underground, club music e experimentação psicodélica. O projeto é ainda mais acentuado pela ironia consciente de Glover, seu dom para ganchos e seu tema visionário. Sem torná-lo um conceito pesado para explicar e elaborar, a Internet aparece com destaque em todo o disco de forma fortalecedora e emasculante." Killian Fox, escrevendo para o The Observer, disse: "Glover reflete sobre alguns fenômenos perturbadores de nossa era confusa pela internet, como a impressão 3D de armas - e sua entrega inquieta é acompanhada por uma produção irregular e desequilibrada. Os resultados são intrigantes, ocasionalmente frustrantes, raramente chatos." Semanas de exclamação de Jabbari! disse: " Because the Internet é uma grande melhoria em relação ao seu esforço de estreia, apresentando um artista que encontrou com confiança uma maneira de unir seu amor pela música e pelos filmes em um esforço híbrido." Christian Lee do HipHopDX disse: "Ele faz rap porque, bem, ele pode. Acima de tudo, em seu ambicioso segundo álbum Because The Internet, ele faz rap como se fosse para passar o tempo. Os introvertidos ansiosos podem reconhecer o que Childish Gambino faz aqui, repetidamente: esvoaçar, tentar ser sociável, mas depois fugir. Childish Gambino ainda consegue prender nossa atenção principalmente porque ele se preocupa com seus próprios termos." David Jeffries do AllMusic disse: "Conectar-se com o álbum é quase impossível, entendê-lo é difícil, e muitas vezes, seu ego inflado é cansativo, mas Because the Internet é muito livre e fascinante para ser arrastada por essas reclamações, então se um Yeezus com mais brilho e diversão é o que é necessário, Gambino tem o que há de bom."
Perry Kostidakis do FSView &amp; Florida Flambeau escreveu: "De um ponto de vista puramente musical, porque a Internet se encontra na disputa pelo melhor álbum de rap de 2013. Produzido quase exclusivamente por Gambino (com a ajuda do compositor comunitário Ludwig Goransson), parece que BTI é o primeiro álbum de rap deste ano que está completamente confiante no que é." Lizzie Plaugic, do CMJ, afirmou em uma crítica mista: " Because the Internet não é facilmente dispensável, porque é muito irritante. Ele tropeça nos próprios pés esperando que as crianças legais revirem os olhos para ele, porque por trás dessas reviravoltas há um ciúme de que Gambino possa cair com tanta indiferença. Embora Porque a Internet seja meio estranha e chata, ela mostra o alcance de Glover como músico." Craig Jenkins, do Pitchfork, afirmou: "Com o jogo de palavras de Gambino indo do humor cáustico ao sarcasmo no quadro de mensagens, a força duradoura do álbum é sua produção. Gambino e Göransson lidam com a maior parte aqui ao lado do suspeito habitual Stefan Ponce e beco oops do ator gêmeo Christian Rich e do associado da Flying Lotus, Thundercat. Porque a equipe de produção ' Internet não apenas garante que os sons sejam bonitos, espaçosos e chocantes em todos os lugares certos, mas também acertam sem esforço a estratégia de  do álbum Dark Side of the Moon / Wizard of Oz .
Dom Sinacola da Slant Magazine disse: "Mais do que isso, promove a mensagem geral de todo o álbum, que é que, apesar de toda a sua postura e charme, Glover pode não ter coragem de participar do tipo de bacanal exigido de sua posição. como uma estrela do rap jovem, emergente e multi-talentosa. A meio caminho entre jogos de palavras descartáveis e comentários incisivos sobre a fama, a letra diz muito sobre onde está a cabeça de Glover: como ex-comediante, escritor de 30 Rock e estrela da sitcom Community, ele se apoia em sua inteligência como sua arma mais formidável. ." Philip Cosores da Consequence afirmou: "Sim, a dedicação que Glover aparentemente demonstrou no projeto é admirável. Mas ele simplesmente não parece conseguir música neste álbum. Talvez seja por causa de seu gosto, ou porque ele está se esforçando demais para se destacar, ou por causa de sua arrogância, ou porque perdeu contato com a realidade, ou talvez seja por causa da internet." Phillip Mlynar da Spin disse: "A única reação que Because the Internet provoca é o desejo incontrolável de pular para a próxima música, na esperança de que as coisas não possam ficar mais desleixadas. Mas eles o fazem, começando com o lamento do bacalhau que destrói "Crawl" e com o muzak psicodélico de "The Worst Guys" (co-estrelado por Chance the Rapper) e "Zealots of Stockholm (Free Information)", que soa como Glover inadvertidamente se trancou em seu espaço de prática e está tentando fazer uma bagunça alta o suficiente para que algum transeunte gentil ouça seus gritos de socorro. À medida que o álbum desmorona com a faixa final, “Life: The Biggest Troll (Andrew Auernheimer)”, estamos resignados à existência como uma bagunça pegajosa de pensamentos aleatórios. "Onde está a linha entre Donny G e Gambino?" o rapper reflete, mas não está claro se isso significa uma crise de identidade genuína ou um dedo médio onisciente para os críticos. Talvez o álbum inteiro seja um meme, uma grande piada existencial que critica a ascensão conquistadora da cultura da Internet, parodiando sua aleatoriedade esmagadora. Seja o que for, porém, é um disco de rap ruim."

### Elogios
Foi eleito o décimo melhor álbum de 2013 pela Complex. Eles comentaram dizendo: “Because the Internet é diferente de qualquer outro álbum de rap deste ano. Musicalmente, é tão ambicioso quanto algo que Kanye poderia fazer. [. . . ] Só vazou na semana passada, mas é uma das músicas mais envolventes e gratificantes que ouvimos durante todo o ano." XXL classificou-o em 15º lugar em sua lista dos melhores álbuns de 2013. Eles elaboraram dizendo: "Um dos álbuns mais criativos do ano, o ator/rapper Childish Gambino combina seus talentos para um álbum muito inovador e impressionante. Ele abandona as letras de rap cômicas e bobas com versos introspectivos que contam a história de um garoto que está tentando se encontrar na vida. [. . . ] A música em si é realmente polida e bem produzida, mostrando seu crescimento liricamente e musicalmente, já que ele frequentemente canta em discos."

## Desempenho comercial
Because the Internet estreou na sétima posição na Billboard 200, com vendas de 96 mil cópias na primeira semana nos Estados Unidos. Isto representaria um aumento de 84% nas vendas da primeira semana em seu país de origem, em comparação com seu álbum de estreia Camp. Em sua segunda semana, o álbum caiu para a posição 25, vendendo mais 28 mil cópias. Em sua terceira semana, o álbum subiu para a 20ª posição, vendendo 33.000 cópias a mais nos Estados Unidos. Em sua quarta semana, o álbum subiu para a 18ª posição na parada, vendendo mais 16 mil cópias nos Estados Unidos. Devido ao Record Store Day, semana que termina em 20 de abril de 2014, o álbum alcançou a posição número um no Top Vinyl LPs dos EUA, vendendo 3.000 cópias de vinil. Em 18 de fevereiro de 2016, Because the Internet foi certificado ouro pela Recording Industry Association of America (RIAA) pelas vendas de mais de 500.000 cópias.  Em novembro de 2016, o álbum vendeu 992.000 unidades equivalentes ao álbum nos Estados Unidos e fluxos de áudio e vídeo sob demanda que totalizaram 1,1 bilhão.

## Faixas
| N.º            | Título                                              | Producer(s)                      | Duração |  |
| 1.             | "The Library (Intro)"                               | Glover                           | 0:04    |  |
| 2.             | "I. Crawl"                                          | Glover Christian Rich            | 3:29    |  |
| 3.             | "II. Worldstar"                                     | Glover Göransson                 | 4:04    |  |
| 4.             | "Dial Up"                                           | Glover                           | 0:44    |  |
| 5.             | "I. The Worst Guys"                                 | Glover Göransson                 | 3:39    |  |
| 6.             | "II. Shadows"                                       | Thundercat Glover Göransson      | 3:51    |  |
| 7.             | "III. Telegraph Ave. ("Oakland" by Lloyd)"          | Glover Göransson                 | 3:30    |  |
| 8.             | "IV. Sweatpants"                                    | Glover Göransson                 | 3:00    |  |
| 9.             | "V. 3005"                                           | Glover Göransson Ponce           | 3:54    |  |
| 10.            | "Playing Around Before the Party Starts"            | Göransson                        | 0:54    |  |
| 11.            | "I. The Party"                                      | Glover Göransson Pop Levi        | 1:31    |  |
| 12.            | "II. No Exit"                                       | Glover Göransson                 | 2:51    |  |
| 13.            | "Death by Numbers"                                  | Glover                           | 0:43    |  |
| 14.            | "I. Flight of the Navigator"                        | Glover Göransson                 | 5:44    |  |
| 15.            | "II. Zealots of Stockholm (Free Information)"       | Glover Göransson Sam Spiegel [a] | 4:50    |  |
| 16.            | "III. Urn"                                          | Glover Göransson                 | 1:13    |  |
| 17.            | "I. Pink Toes"                                      | Glover Göransson Ponce           | 3:27    |  |
| 18.            | "II. Earth: The Oldest Computer (The Last Night)"   | Glover Göransson                 | 4:42    |  |
| 19.            | "III. Life: The Biggest Troll (Andrew Auernheimer)" | Glover Göransson                 | 5:42    |  |
| Duração total: | Duração total:                                      | Duração total:                   | 57:52   |  |

## Pessoal
Créditos para Because the Internet adaptado do AllMusic e do encarte do álbum.
- Jhené Aiko – participação especial (faixa 17)
- Erik Arvinder Orchestra – cordas (faixa 19)
- Chris Athens – masterização
- Azealia Banks – participação especial (faixa 18)
- Chance the Rapper – participação especial (faixa 5)
- Childish Gambino – diretor criativo, produtor executivo, produtor (faixa 1–9, 11–19), artista principal
- Andrew Dawson – mixagem
- Autumn de Wilde – fotografia
- Doc Allison – cello (faixa 2)
- Jens Filipsson – saxofone (faixa 3)
- Ludwig Göransson – guitarra (faixa 5), produtor (faixa 3, 5–12, 14–19)
- Chris Hartz – bateria (faixa 17)
- Rochelle Jordan – vocais de fundo (faixa 7)
- Kai – vocais adicionais (faixa 2)
- Kilo Kish – vocais adicionais (faixa 15)
- Pop Levi – produtor (faixa 11)
- Lloyd – vocais adicionais (faixa 7)
- Steve G. Lover – vocais adicionais (faixa 3), vocais de fundo (faixa 3)
- Riley Mackin – engenheiro
- Miguel – vocais adicionais (faixa 12)
- Mystikal – vocais de fundo (faixa 2)
- Edvin Nahlin – fender rhodes (faixa 3)
- Yesi Ortiz – vocais adicionais (faixa 7)
- Stefan Ponce – produtor (faixa 9, 17)
- Problem – vocais adicionais (faixa 8)
- Christian Rich – produtor (faixa 2)
- Ruben Rivera – engenheiro
- Brian Roettinger – direção de arte
- Sam Spiegel – produção adicional (faixa 15)
- Swank – vocais de fundo (faixa 3)
- S-X – produção adicional para bateria (faixa 5)
- Thundercat – baixo (faixa 17), produtor (faixa 6), vocais de fundi (faixa 17)
- Fam Udeorji – diretor criativo, produtor executivo